# Alexander Hopff

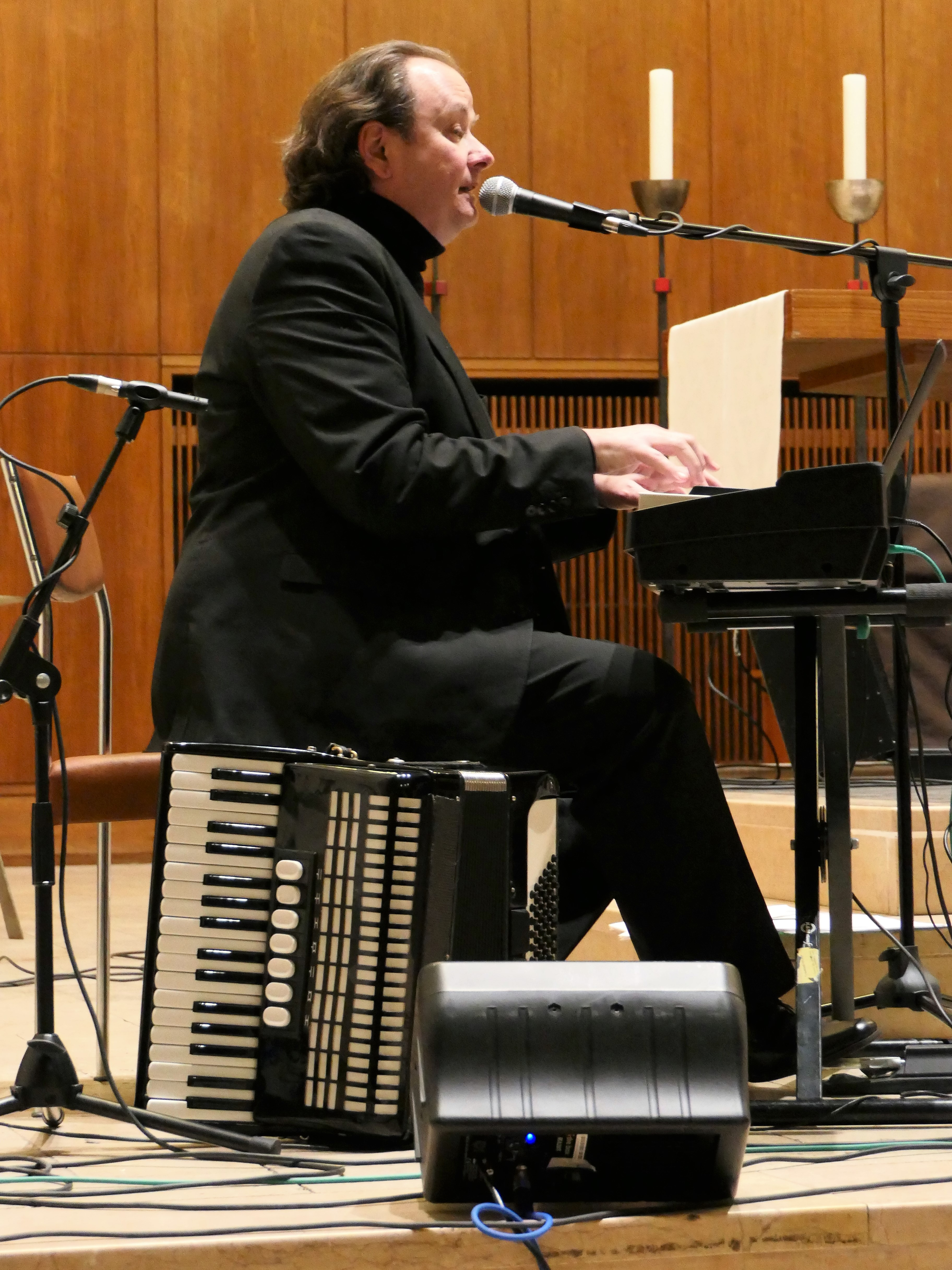
Alexander Hopf (2018)

Alexander Hopff (* 10. Februar 1965 in Hagen) ist ein deutscher Pianist und Sänger, Dozent und Autor.

## Leben
Hopff begann früh mit dem Klavierspiel. Von 1990 bis 1996 studierte Hopff an der Hochschule für Musik Detmold, Abteilung Dortmund bei Andy Lumpp (Jazz-Piano).  Alexander Hopff wirkte in verschiedenen Jazzensembles mit und war Gesangsbegleiter. An Hamburger Bühnen wirkte Hopff als Musiker mit.
Seit 1996 ist Alexander Hopff als Dozent für Klavier und Musiktheorie beim Popkurs an der Hochschule für Musik und Theater Hamburg tätig.
Alexander Hopff lebt in Hamburg.

## Diskografie
- JaZzENd Alexander Hopff Quintett (JazzSampler Vinyl)
- Society Allstars Orchestra (Live-Konzert aus dem Hilton Hotel Bonn)
- Alexander Hopff Trio: Wenn ich vergnügt bin muss ich singen (Hommage an Peter Igelhoff)
- Alexander Hopff Trio: Around the World (Live-Konzert von der MS Deutschland)
- XMas Jazz Trio: Christmas Jazz (Trio mit Andreas Polte -g- und Martin Zobel -tp-)
- Mischpoke: Klezmer High Life
- Mischpoke: Doz lebn iz a krayz
- Mischpoke: Bleuyer fun bleu
- Mischpoke: Die eyne velt
- Caro Josée: Turning point (Streicherarrangements zusammen mit O.Bekker)
- Gerrit Hoss: Platt
- Alexander Hopff: Solo Piano